# Elección presidencial de Chile de 1871
La elección presidencial de Chile de 1871 se llevó a cabo en por medio del sistema de electores, y dio por presidente a Federico Errázuriz Zañartu.
La novedad en esta elección consiste en que rige la reforma constitucional que suprime la reelección inmediata del Presidente de la República. Desde aquí se acaba con los mandatarios que podían llegar a durar hasta diez años su gobierno, como lo ocurrido los 40 años anteriores.
En la oportunidad se dieron cita tres candidatos presidenciales, los cuales eran miembros del Congreso, y se reunieron 285 electores para decidir el presidente de la República. 
La Fusión Liberal-Conservadora decidió apoyar la candidatura del liberal Federico Errázuriz Zañartu, mientras que la oposición, una extraña mezcla de radicales y nacionales, apoyaron a José Tomás Urmeneta. Un tercer candidato surgió en pleno Congreso, el senador Álvaro Covarrubias Ortúzar.
Finalmente la disputa electoral se concentró entre Errázuriz y Urmeneta, ya que Covarrubias solo logró su voto. Urmeneta 58 votos y Errázuriz 226 logrando la presidencia con un 79 % de la votación.

## Resultados

### Nacional
|  | 79,3 % |

|  | 20,35 % |

|  | 0,35 % |

### Por provincia
|                                    | Federico Errázuriz Zañartu         | 6          | 40 %       | 8      | 34,78 % | 15       | 93,75 %  | 24         | 100 %      | 48     | 100 %   |
|                                    | José Tomás Urmeneta                | 9          | 60 %       | 15     | 65,22 % | 1        | 6,25 %   | 0          | 0 %        | 0      | 0 %     |
|                                    | Álvaro Covarrubias Ortúzar         | 0          | 0 %        | 0      | 0 %     | 0        | 0 %      | 0          | 0 %        | 0      | 0 %     |
| Total de votos electorales válidos | Total de votos electorales válidos | 15         | 100 %      | 23     | 100 %   | 16       | 100 %    | 24         | 100 %      | 48     | 100 %   |
| Candidato                          | Candidato                          | Colchagua  | Colchagua  | Curicó | Curicó  | Talca    | Talca    | Maule      | Maule      | Ñuble  | Ñuble   |
|                                    | Federico Errázuriz Zañartu         | 24         | 100 %      | 15     | 100 %   | 3        | 20 %     | 29         | 96,67 %    | 6      | 33,33 % |
|                                    | José Tomás Urmeneta                | 0          | 0 %        | 0      | 0 %     | 12       | 80 %     | 0          | 0 %        | 12     | 66,67 % |
|                                    | Álvaro Covarrubias Ortúzar         | 0          | 0 %        | 0      | 0 %     | 0        | 0 %      | 1          | 3,33 %     | 0      | 0 %     |
| Total de votos electorales válidos | Total de votos electorales válidos | 24         | 100 %      | 15     | 100 %   | 15       | 100 %    | 30         | 100 %      | 18     | 100 %   |
| Candidato                          | Candidato                          | Concepción | Concepción | Arauco | Arauco  | Valdivia | Valdivia | Llanquihue | Llanquihue | Chiloé | Chiloé  |
|                                    | Federico Errázuriz Zañartu         | 24         | 100 %      | 9      | 75 %    | 6        | 100 %    | 0          | 0 %        | 9      | 100 %   |
|                                    | José Tomás Urmeneta                | 0          | 0 %        | 3      | 25 %    | 0        | 0 %      | 6          | 100,00 %   | 0      | 0 %     |
|                                    | Álvaro Covarrubias Ortúzar         | 0          | 0 %        | 0      | 0 %     | 0        | 0 %      | 0          | 0 %        | 0      | 0 %     |
| Total de votos electorales válidos | Total de votos electorales válidos | 24         | 100 %      | 12     | 100 %   | 6        | 100 %    | 6          | 100 %      | 9      | 100 %   |
| Fuente: Urzúa Valenzuela, 1992.    |                                    |            |            |        |         |          |          |            |            |        |         |